# Giuseppe Ceracchi
Giuseppe Ceracchi, aussi orthographié Giuseppe Cirachi, né le 4 juillet 1751 à Rome et mort guillotiné le 30 janvier 1801 à Paris est un sculpteur italien.
Artiste néoclassique, il fut actif en Italie, ainsi qu'en Angleterre et aux États-Unis.

## Biographie
Né à Rome en 1751, Giuseppe Ceracchi fait son apprentissage dans cette ville auprès de Tommaso Righi (en) (1727–1802) puis dans l'Accademia di San Luca. En 1773, à Londres, il travaille avec Agostino Carlini (en) et réalise des éléments décoratifs pour les maisons de Robert Adam.
Il fait deux voyages aux États-Unis en 1791-1792 et 1794-1795. Il sculpte un buste de George Washington (New York, Metropolitan Museum of Art).
Vers octobre 1796, il est à Milan et fait la rencontre du général en chef de l'armée d'Italie Napoléon Bonaparte, dont il réalise un buste, le premier qui soit consacré au futur empereur. Ce Portrait colossal de Napoléon sera achevé par le sculpteur Francesco Massimiliano Laboureur après l'exécution de Ceracchi. Il fait aussi les bustes d'autres généraux, entre autres Brune et Bernadotte, ainsi que celui du conventionnel Barère.
Compromis dans la conspiration des poignards, il est guillotiné à Paris le 30 janvier 1801 avec Demerville, l'adjudant-général Aréna et le peintre François Topino-Lebrun.

## Œuvres
- Gray, musée Baron-Martin : Othriades mourant, terre cuite, 18 × 27 × 15 cm, legs d'Albert Pomme de Mirimonde à la RMN, affecté au musée de Gray.
- Nantes, musée d'Arts : Buste de George Washington, vers 1791-1792, terre cuite, 75 × 36 × 53 cm.

Œuvres de Giuseppe Ceracchi
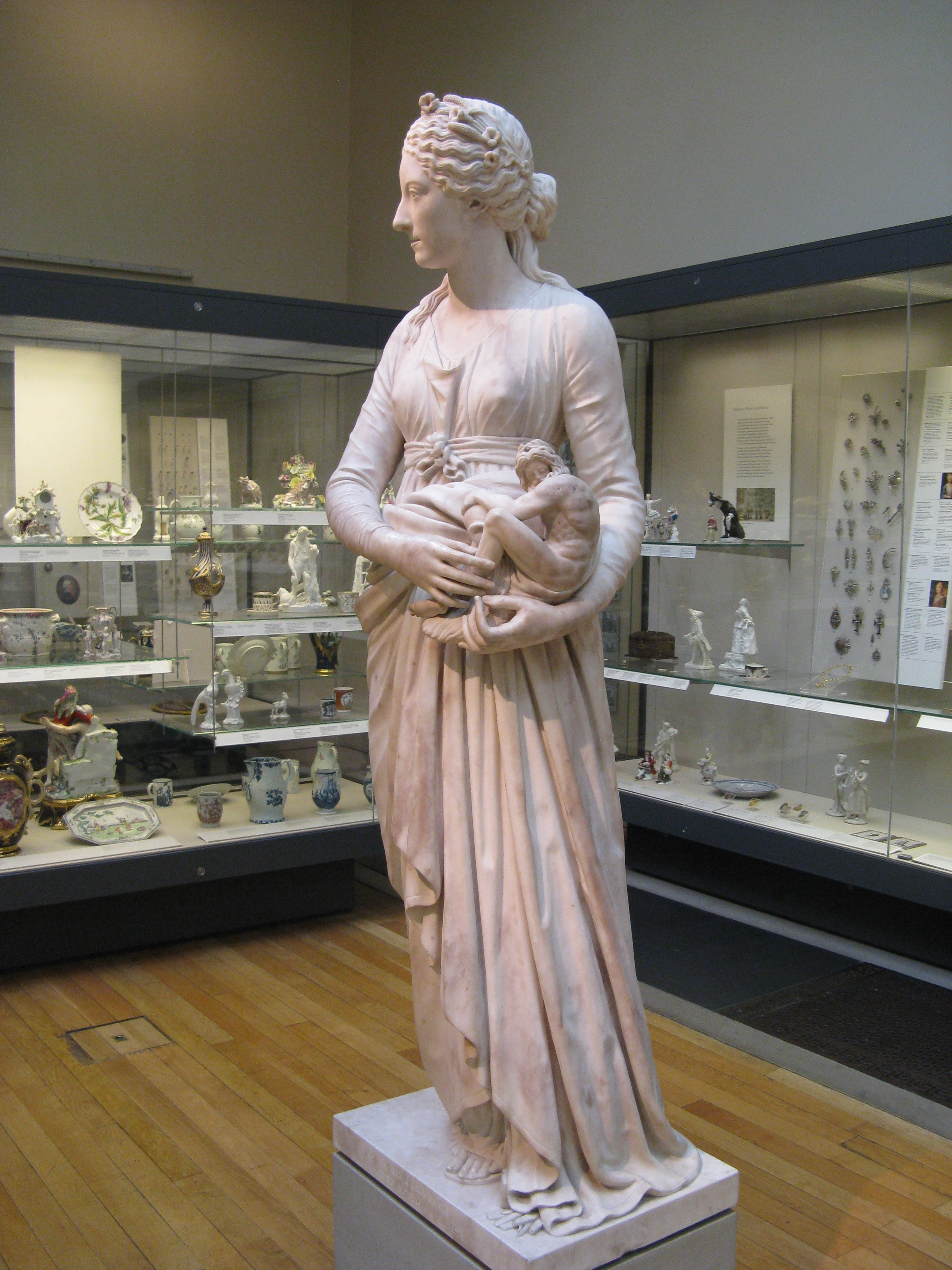
Statue d'Anne Seymour Damer (vers 1777), Londres, British Museum.
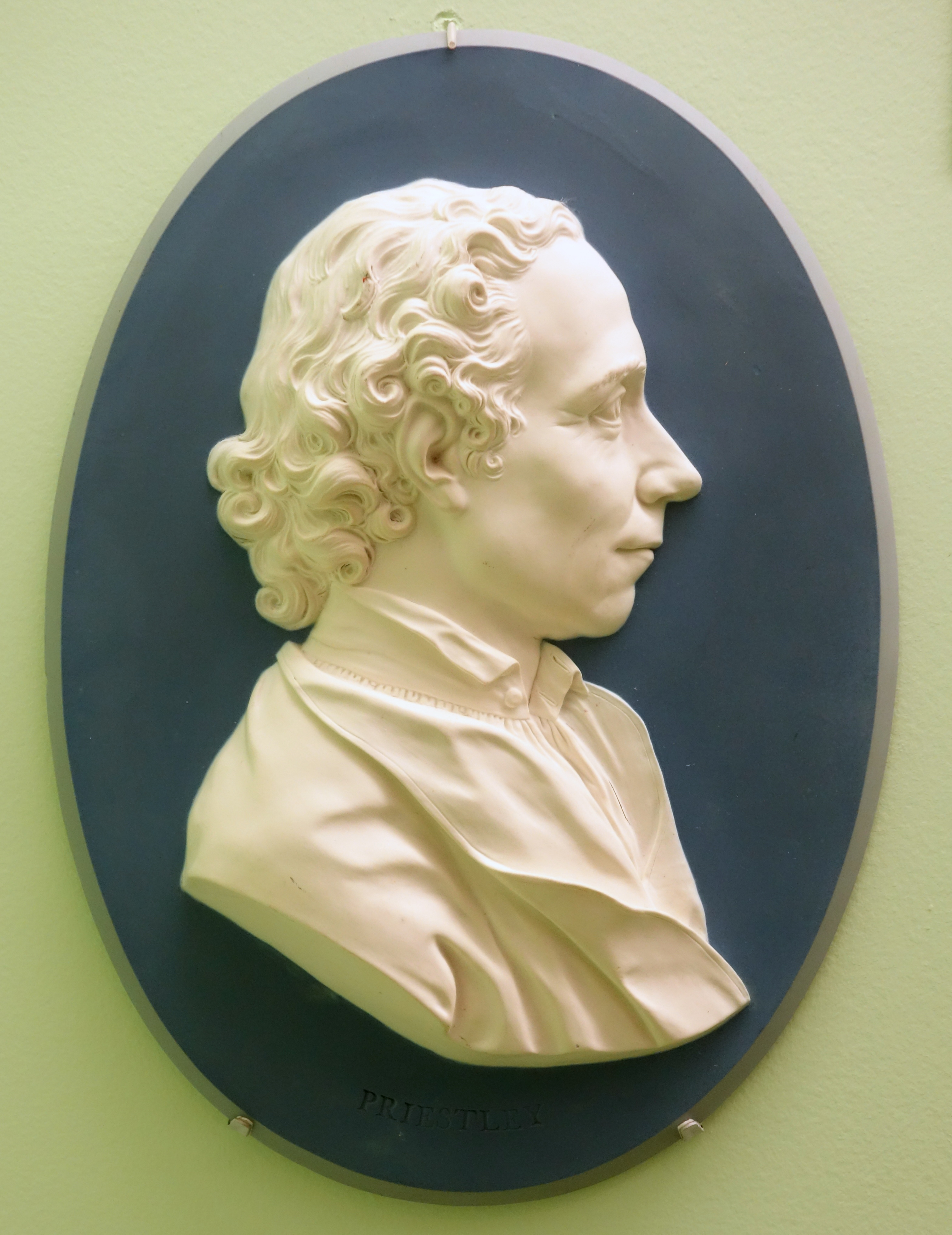
Joseph Priestley (1779), porcelaine de Wedgwood, New York, Brooklyn Museum.
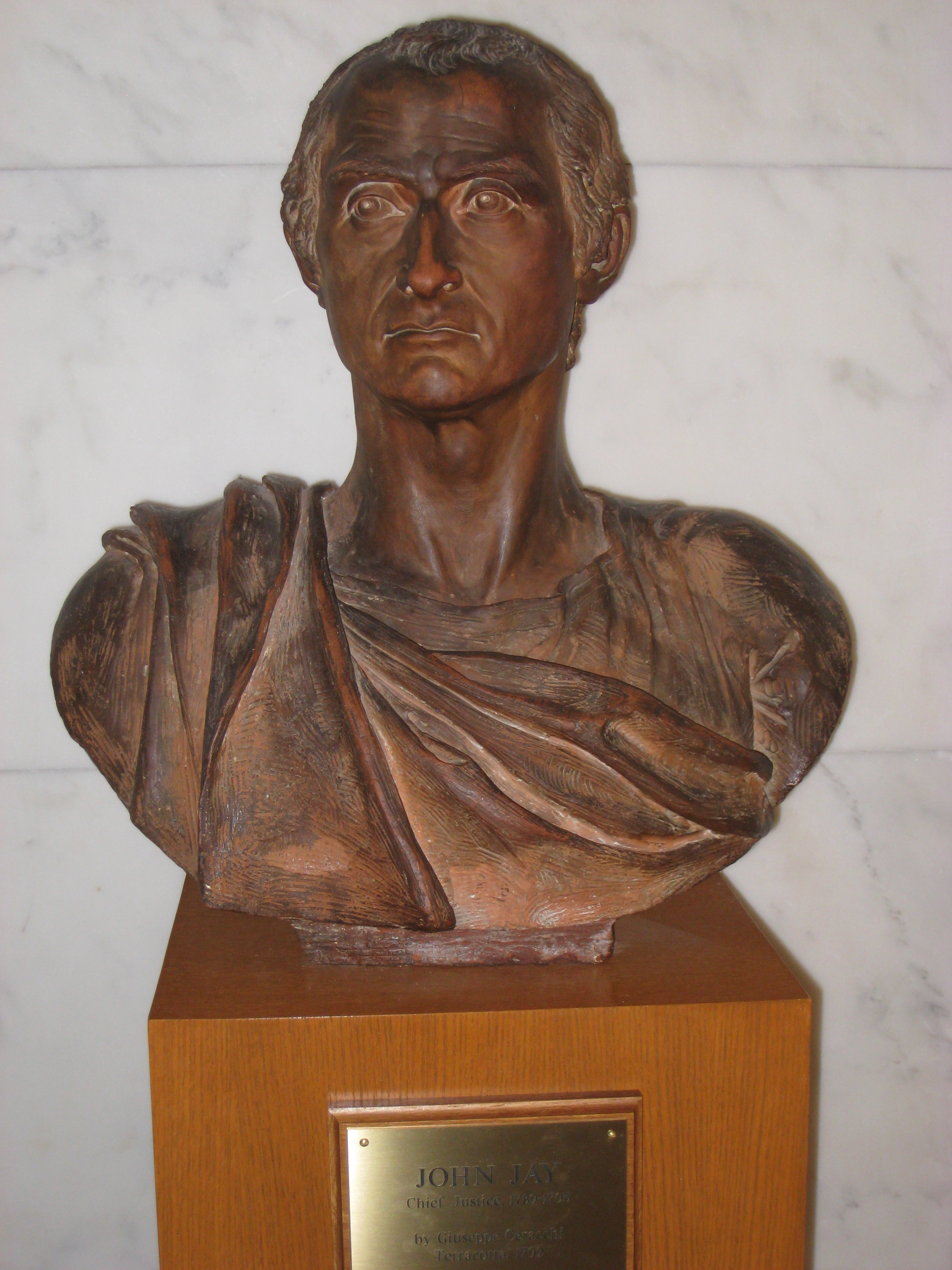
Buste de John Jay (vers 1792), Washington, Capitole.
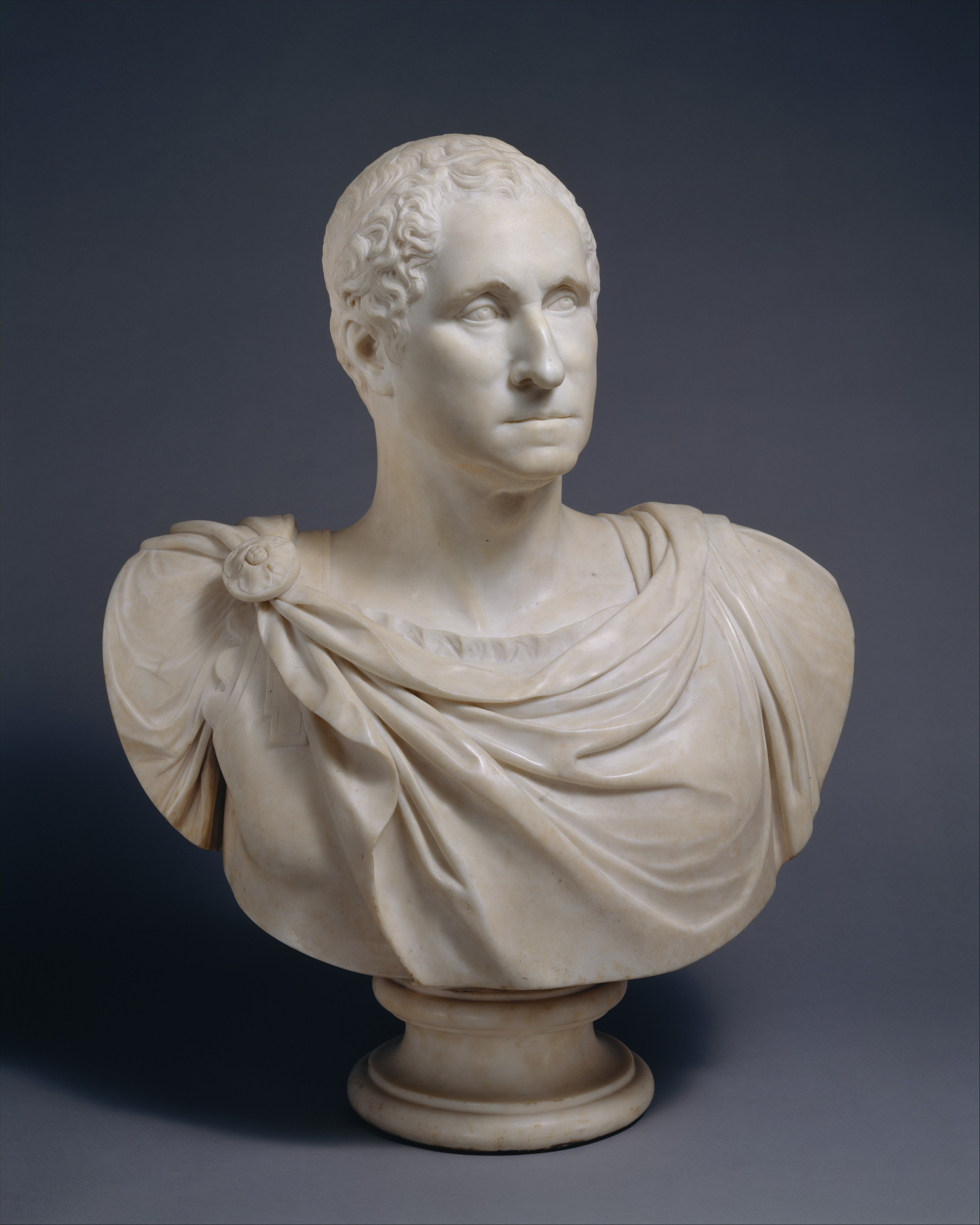
Buste de George Washington (1795), New York, Metropolitan Museum of Art.
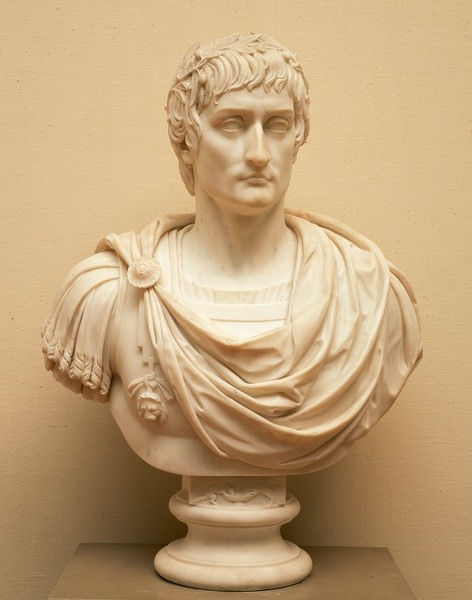
Buste de Napoléon (1810), achevé par François-Maximilien Laboureur, musée d'Arts de Nantes.